# Гилфордска четворка
Гилфордска четворка (енгл. the Guildford Four) је назив групе људи осуђених на енглеским судовима 1975. год. за бомбашке нападе на паб у Гилфорду и Вулиџу изведених од стране Ирске републиканске армије. Ени Мегвајер и шест чланова њене породице (група позната као Maguire Seven) су осуђени 1976. године су за поседовање експлозива коришћених у овим бомбашким нападима. Све пресуде члановима ове две групе су проглашене „незадовољавајућим“ 1989. и 1991. године након више година проведених у затвору и борбе за правду.
Један од чланова био је Џери Конлон.